# Zawonia
Zawonia (in tedesco Schawoine, dal 1936 al 1945 Blüchertal) è un comune rurale polacco del distretto di Trzebnica, nel voivodato della Bassa Slesia.
Ricopre una superficie di 118,12 km² e nel 2004 contava 5 423 abitanti.